# Naxioides taurus
Naxioides taurus is een krabbensoort uit de familie van de Epialtidae. De wetenschappelijke naam van de soort is voor het eerst geldig gepubliceerd in 1890 door Pocock.